# Analytical Methods
Analytical Methods (abrégé en Anal. Meth.) est une revue scientifique à comité de lecture. Ce mensuel publie des articles de recherche originale dans le domaine de la chimie analytique.
Le directeur de publication est Brett Paull de la Dublin City University.